# Lac Saint-Père
Lac Saint-Père är en sjö i Kanada.   Den ligger i regionen Abitibi-Témiscamingue och provinsen Québec, i den sydöstra delen av landet, 400 km norr om huvudstaden Ottawa. Lac Saint-Père ligger 409 meter över havet. Arean är 3,9 kvadratkilometer. Den sträcker sig 7,7 kilometer i nord-sydlig riktning, och 2,7 kilometer i öst-västlig riktning.
I omgivningarna runt Lac Saint-Père växer i huvudsak blandskog. Trakten runt Lac Saint-Père är nära nog obefolkad, med mindre än två invånare per kvadratkilometer.